# Bumbuna-Stausee
Der Bumbuna-Damm ist der größte Staudamm in Sierra Leone. Er staut den Seli. Die Talsperre befindet sich wenige Kilometer von Bumbuna im Distrikt Tonkolili. Der Staudamm beherbergt das erste und einzige Wasserkraftwerk des Landes und ist das einzige öffentliche, überregionale Kraftwerk im Land. Die Ausgangsleistung beträgt maximal 50 Megawatt.

## Geschichte
Bereits 1971 stieg man in die Planung zum Bau des Staudamms und einer Wasserkraftanlage ein um die Stromversorgung im Land sicherzustellen. Bis heute (Stand März 2023) verfügt Sierra Leone inklusive der Hauptstadt Freetown über keine permanente öffentliche Stromversorgung.1975 begann man mit dem Bau, der aufgrund des Bürgerkriegs mehrfach und im Mai 1997 endgültig unterbrochen wurde. Zu diesem Zeitpunkt war der Damm zu etwa 85 Prozent fertiggestellt. 2005 nahm man den Bau wieder auf und stellte diesen 2009 fertig.

## Bau und Aufbau
Die Baukosten von etwa 327 Millionen US-Dollar wurde zu einem Großteil von der African Development Bank getragen.
Der CFR-Damm hat eine Maximalhöhe von 87 Metern, eine Länge von 440 Metern und ein Fassungsvermögen von 2.500.000 Kubikmeter. Das Volumen des Stausees soll 410.000.000 m³ bis 480.000.000 m³ betragen.

### Kraftwerk
Es sind (Stand März 2017) zwei Francis-Turbinen mit einem Leistungsvermögen von je 25 MW installiert. Aufgrund anhaltender Probleme werden (Stand 2013) aber maximal 10 MW bis 25 MW produziert.
In einer zweiten Phase soll das Kraftwerk um eine Kapazität von 143 MW bis 2021 erweitert werden.